# Lerkendal Stadion
Lerkendal Stadion, stadion norweskiego klubu piłkarskiego Rosenborg BK, został zbudowany w 1947 roku, w dzielnicy Trondheim o nazwie Lerkendal.
Stadion mieści 21 166 osób (wszystkie miejsca siedzące). Rekord widowni wynosi 28 569 osób, kiedy to Rosenborg grał z Lillestrøm SK ostatniej kolejce mistrzostw Norwegii sezonu 1985.

## Historia
Budowa stadionu była planowana już w roku 1933, jednak nie została zakończona przed wybuchem II wojny światowej. Początkowo Lerkendal miał tylko tymczasowe miejsca stojące i szatnie, które zostały ulepszone w 1949 roku i przebudowane w latach 1961–1963.

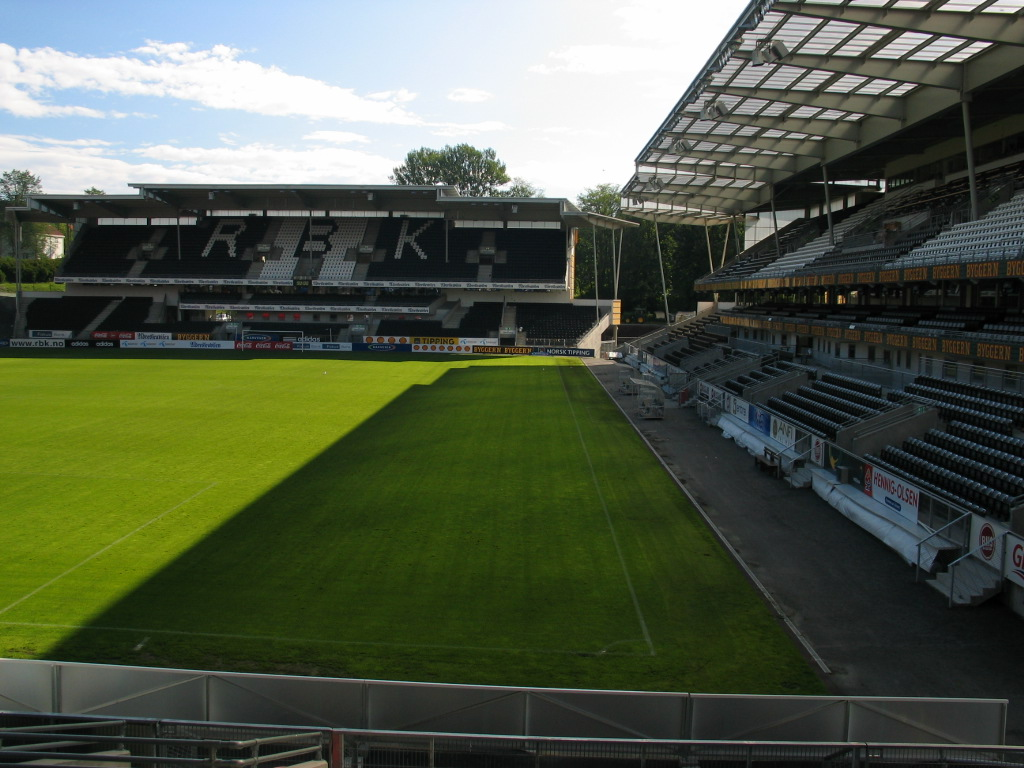
Lerkendal Stadion (trybuna wschodnia i południowa)

W 1968 roku zostało zbudowane sztuczne oświetlenie, dostosowane do międzynarodowych standardów w 1996.
Dawna główna trybuna została zburzona w latach 1995–1996, później zbudowano nową z dodatkowymi miejscami dla VIP-ów. Lekendal stał się w tym czasie jednym z najnowocześniejszych stadionów w Norwegii, obok słynnego Ullevaal Stadion w Oslo.
Ostatnie unowocześnienia stadion przeszedł w latach 2000–2002, kiedy to zostały przebudowane trzy (z czterech) trybuny. Wartość tej inwestycji to ok. 250 mln NOK (40 mln USD).